# Coíntzio
Coíntzio är en ort i Mexiko.   Den ligger i kommunen Morelia och delstaten Michoacán de Ocampo, i den södra delen av landet, 220 km väster om huvudstaden Mexico City. Coíntzio ligger 1 920 meter över havet och antalet invånare är 732.
Terrängen runt Coíntzio är huvudsakligen kuperad, men åt nordost är den platt. Coíntzio ligger nere i en dal. Runt Coíntzio är det tätbefolkat, med 493 invånare per kvadratkilometer. Närmaste större samhälle är Morelia, 10,5 km nordost om Coíntzio. I omgivningarna runt Coíntzio växer huvudsakligen savannskog.